# ヘンク・ブラウアー・ロジャース

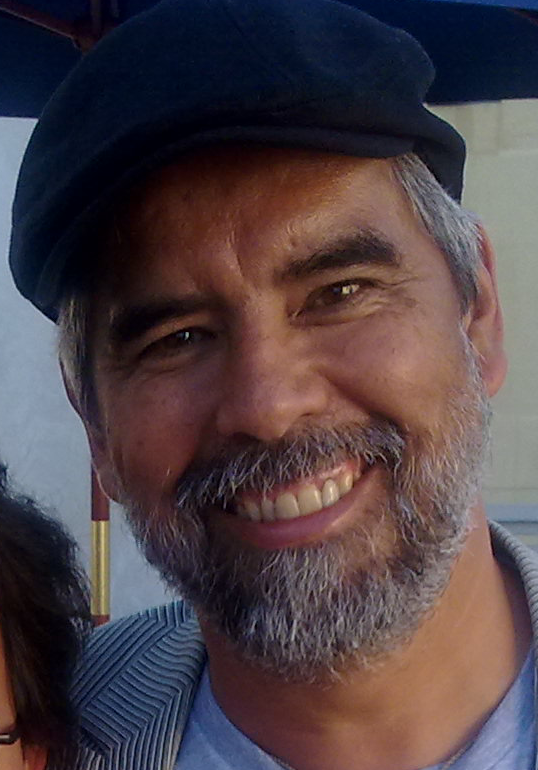
ヘンク・ブラウアー・ロジャース（2010年）

ヘンク・ブラウアー・ロジャース（Henk B.Rogers、1953年12月24日 - ）は、蘭印系オランダ人のゲームクリエイター、企業家、再生可能エネルギーを推進する環境運動家。米国法人株式会社ブループラネットソフトウェア社の代表取締役を務め、ザ・テトリス・カンパニー等複数の会社を経営。コンピュータRPG『ザ・ブラックオニキス』の作者としても知られる。

## 略歴
オランダのアムステルダムに生まれた後、オランダに11年、ニューヨークに8年、ハワイに4年、日本に18年、サンフランシスコに7年、ハワイに7年と、様々な場所に居住していた。スタイヴェセント高校にてコンピュータプログラミングに出会い、ハワイ大学にてコンピュータ・サイエンスおよびRPG形ゲームの勉強をした。
1983年、日本の横浜市に株式会社ビーピーエス（Bullet-Proof Software）を創設し、1984年に『ザ・ブラックオニキス』を発売。大ヒットとなる。
1989年にはゲームボーイ版『テトリス』（任天堂）の権利を取得する為、ソビエト連邦へと渡る。その後、1995年にロジャースはハワイ州のホノルル市を本拠地にブループラネットソフトウェアを設立、1996年にテトリスの制作者アレクセイ・パジトノフと共にテトリス・ホールディングおよびザ・テトリス・カンパニーを設立し、世界中のテトリスの著作権とライセンスを管理している。
現在はハワイに在住。オンラインカジュアルゲーム、デジタル写真マネージメント、そしてバーチャルワールドの会社を各設立し（Tetris Online、Blue Lava Technologies、Avatar Reality）新しいテクノロジーを革命化するプロジェクトに関わっている。その上ハワイに化石燃料依存を無くすための非営利団体、Blue Planet Foundationを設立し、太陽光発電、風力発電等のクリーンエネルギーベースの100％供給を目指す活動も行なっている。

## 携わった作品
- ザ・ブラックオニキス
- ザ・ファイアクリスタル
- スーパーブラックオニキス
- テトリス
- ハットリス
- ウェルトリス
- カイズパワーツールズ (Kai's Power Tools)

## その他
- テトリスで4列を消す技を「テトリス(Tetris)」と呼ぶが、これは元々Quadruple（クアドラプル、「4倍」の意）と地味な名称で呼ばれていたのを、ロジャースのアイディアで改名したものである。
- 2023年にApple TV+で配信された映画『テトリス』では、タロン・エガートンがロジャース役を演じた。